# کونونوفسکایا
کونونوفسکایا (به لاتین: Kononovskaya) یک منطقهٔ مسکونی در روسیه است که در استان آرخانگلسک واقع شده‌است.